# Alfa Romeo Bertone B.A.T.
Le Alfa Romeo Bertone B.A.T. (Berlinetta Aerodinamica Tecnica) sono un gruppo di concept car realizzate dall'Alfa Romeo e dalla carrozzeria Bertone tra il 1953 e il 1955. La famiglia è composta da B.A.T. 5 (1953), B.A.T. 7 (1954) e B.A.T. 9 (1955), tutte e tre disegnate da Franco Scaglione sull'autotelaio dell'Alfa Romeo 1900.
Nel 2008 se ne è aggiunta una quarta, la B.A.T. 11, stavolta basata sull'Alfa Romeo 8C Competizione.

## Il contesto

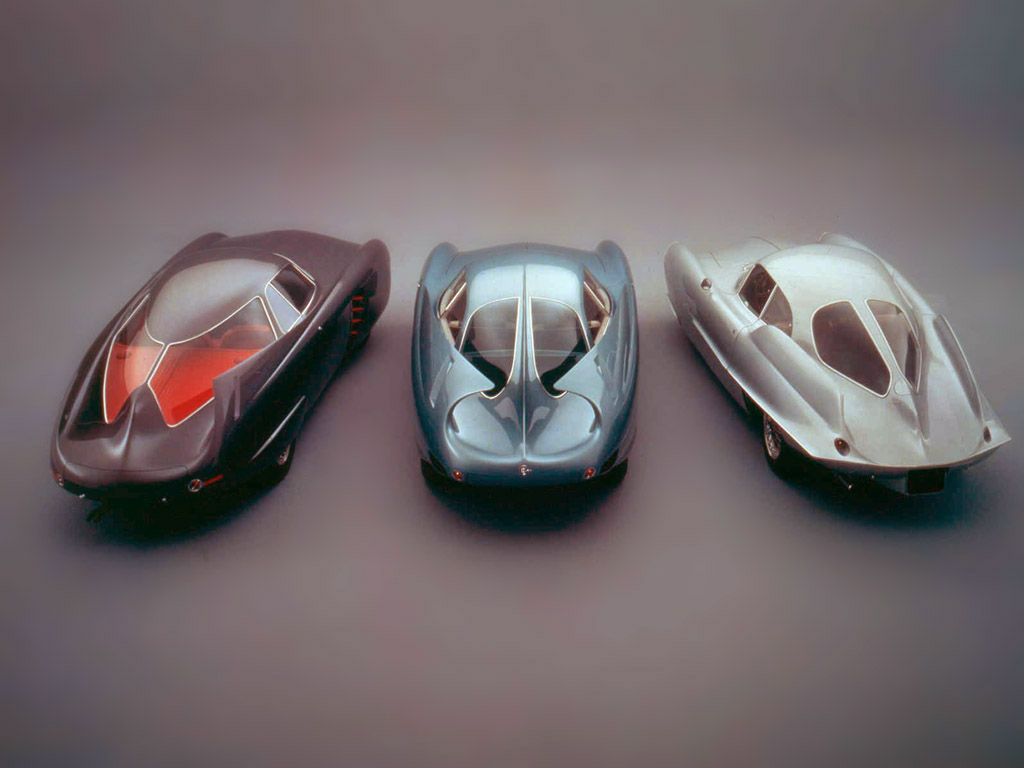
Le tre B.A.T. originali. Da sinistra: B.A.T. 5, B.A.T. 7, B.A.T. 9

Nuccio Bertone incaricò uno dei suoi designer, Franco Scaglione, di realizzare delle concept car basate sull'autotelaio dell'Alfa Romeo 1900C con carrozzerie capaci di stupire il pubblico con l'idea di realizzare le auto con il minor coefficiente aerodinamico possibile.
Le tre auto disegnate da Franco Scaglione furono realizzate con l'aiuto di Ezio Cingolani, responsabile dello sviluppo e della produzione del progetto e sono caratterizzate da una ricerca stilistica e aerodinamica molto attenta e in particolare da parafanghi posteriori sormontati da pinne ricurve di grandi dimensioni, in special modo sulla B.A.T. 7. Per ognuna delle tre concept l'Alfa Romeo provvide a fornire l'autotelaio dell'Alfa Romeo 1900C con motore da 100 CV e un cambio manuale a 5 marce sufficienti per spingere le tre vetture a velocità di punta intorno ai 200 Km/h.
Presentate al Salone dell'automobile di Torino del 1953, '54 e '55 le auto centrarono l'obiettivo preposto raggiungendo nel migliore dei casi un valore di coefficiente aerodinamico pari a 0.19 e stupendo il pubblico della rassegna torinese. I loro lanci di anno in anno hanno dato al mondo uno spaccato dello sviluppo del design, qualcosa che di solito viene lasciato a porte chiuse.
Anche se nessuna delle tre auto venne mai prodotta in serie i prototipi non erano solo una pubblicità per la Bertone o per l'Alfa Romeo, ma presentavano anche delle innovazioni tecniche e di stile che avrebbero ispirato futuri modelli in Europa ma anche in America.
Dopo essere state esposte tutte insieme al Blackhawk Museum di Danville, California, le tre concept sono state vendute tutte insieme per 14,8 milioni di dollari.

## La B.A.T. 5

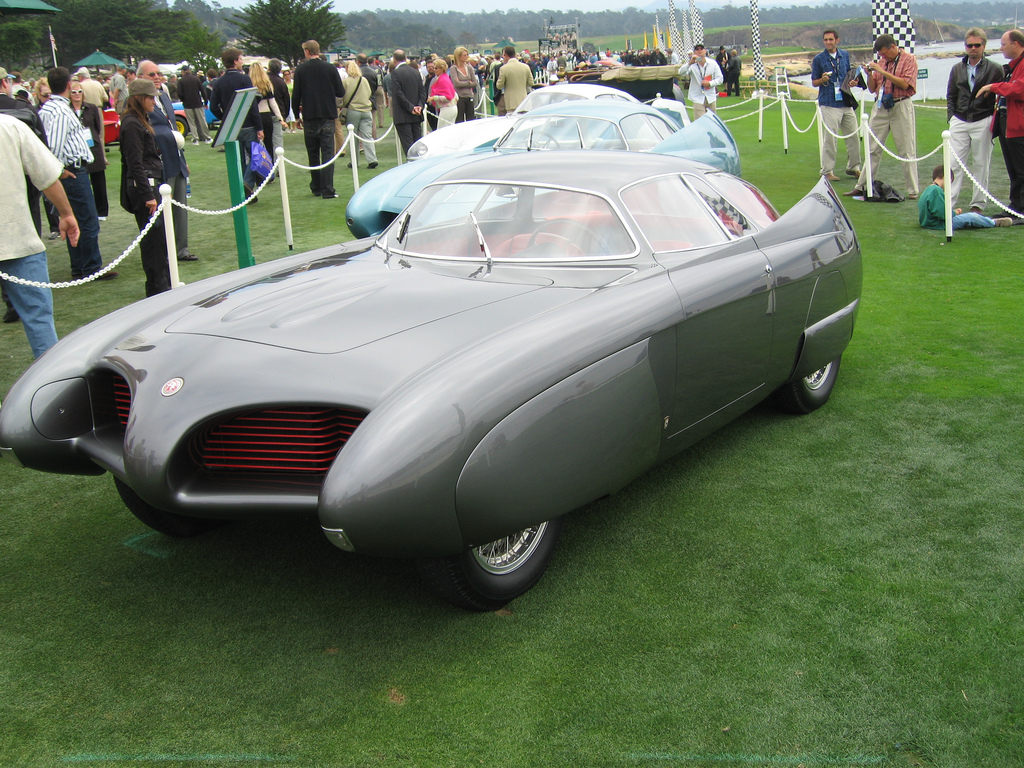
L'Alfa Romeo B.A.T. 5 del 1953

La prima auto a comparire fu la B.A.T. 5 lanciata al Salone dell'Automobile di Torino 1953. Il design del modello era il risultato di molti studi aerodinamici e conoscenze empiriche. La forma del frontale, infatti, mira ad annullare le turbolenze aerodinamiche alle alte velocità. Il design si prefigge inoltre di eliminare qualsiasi resistenza supplementare generata dalle ruote, così come la realizzazione di una struttura che possa creare il minor numero possibile di turbolenze d'aria per garantire stabilità ad alta velocità.
In pratica questi criteri rigorosi si traducono in un Cx di 0.23 che consentirebbe all'auto di raggiungere i 200 km/h con il motore montato di serie. Il risultato che Bertone ha raggiunto è stato un'auto estremamente leggera (soli 1100 kg), con finestrini laterali inclinati a 45° rispetto al corpo-vettura e un grande parabrezza che si integra perfettamente con un padiglione quasi piatto.
La parte più appariscente è certamente la coda che sfoggia un enorme lunotto diviso da una sottile striscia di lamiera, ripreso poi dalla Chevrolet Corvette Stingray, e due "pinne" lievemente affusolate verso l'interno, per un risultato estetico molto personale. La vettura fu un successo immediato che colpì il pubblico con la sua notevole aerodinamica e la "presenza scenica".

## La B.A.T. 7

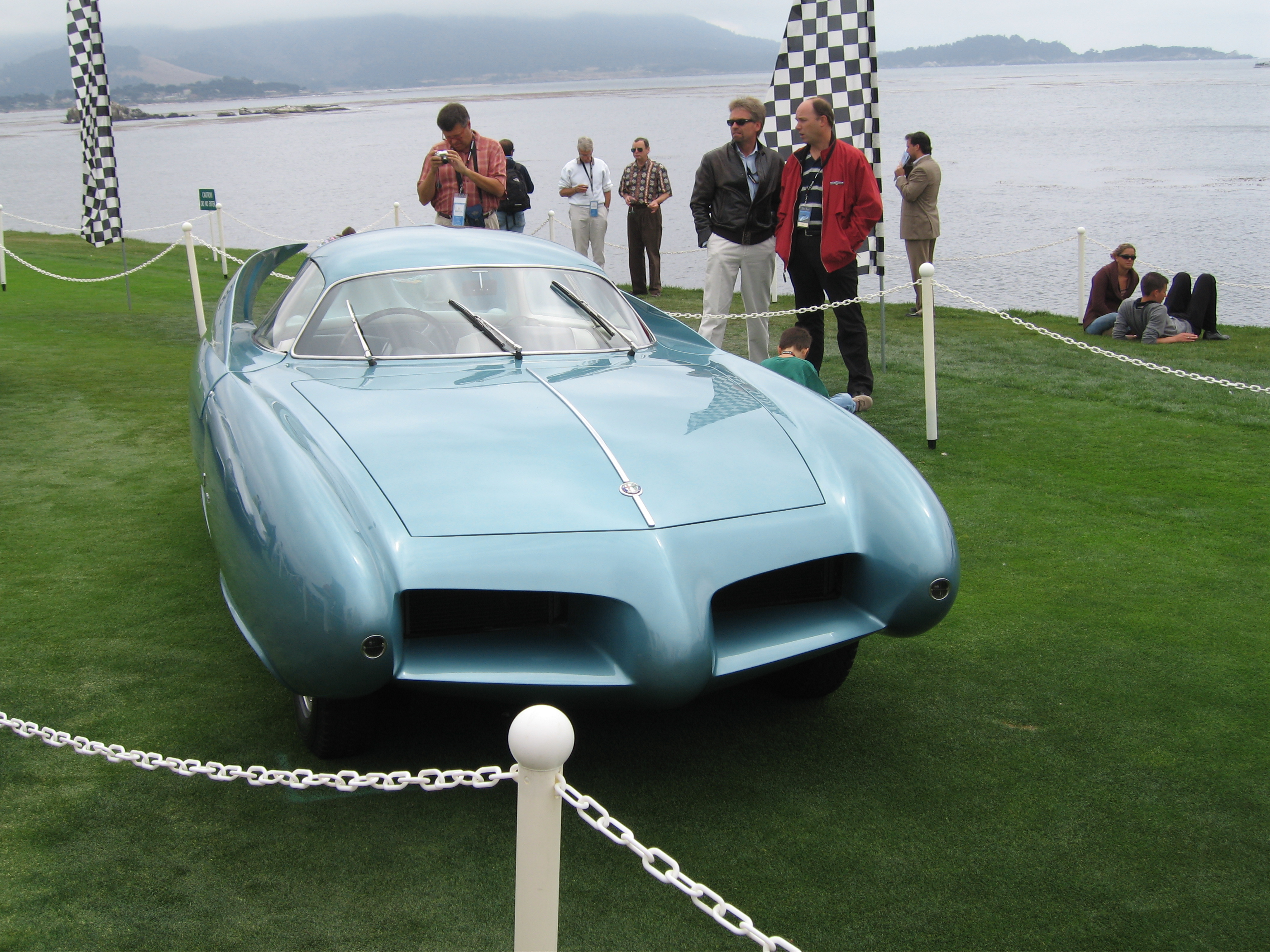
L'Alfa Romeo B.A.T. 7 del 1954

Un anno dopo la B.A.T. 5 al Salone dell'Automobile di Torino 1954 vide la luce la B.A.T. 7.
Il design della B.A.T. 7 è un chiaro richiamo agli stilemi del modello precedente portati al limite. Sul progetto del 1954, e sulla successiva B.A.T. 9, Bertone introdusse alcuni risultati delle proprie ricerche aerodinamicheː ne risultarono due pinne estremamente vistose, molto ricurve ed altrettanto sottili.
Il design è un'evoluzione di quello presentato sulla B.A.T. 5 con forme più "estreme", con frontale abbassato con i gruppi ottici situati vicino alla protuberanza centrale che, quando serve, si abbassano per illuminare la strada, con ruote meglio carenate, pinne molto ricurve verso l'interno e anche scarichi racchiusi nella carrozzeria. Anche Fiat sperimentò una soluzione simile sulla concept car Fiat Turbina, che debuttò in contemporanea nello stesso salone.
Su questa B.A.T. si raggiunse il valore di Cx più basso, 0.19.

## La B.A.T. 9

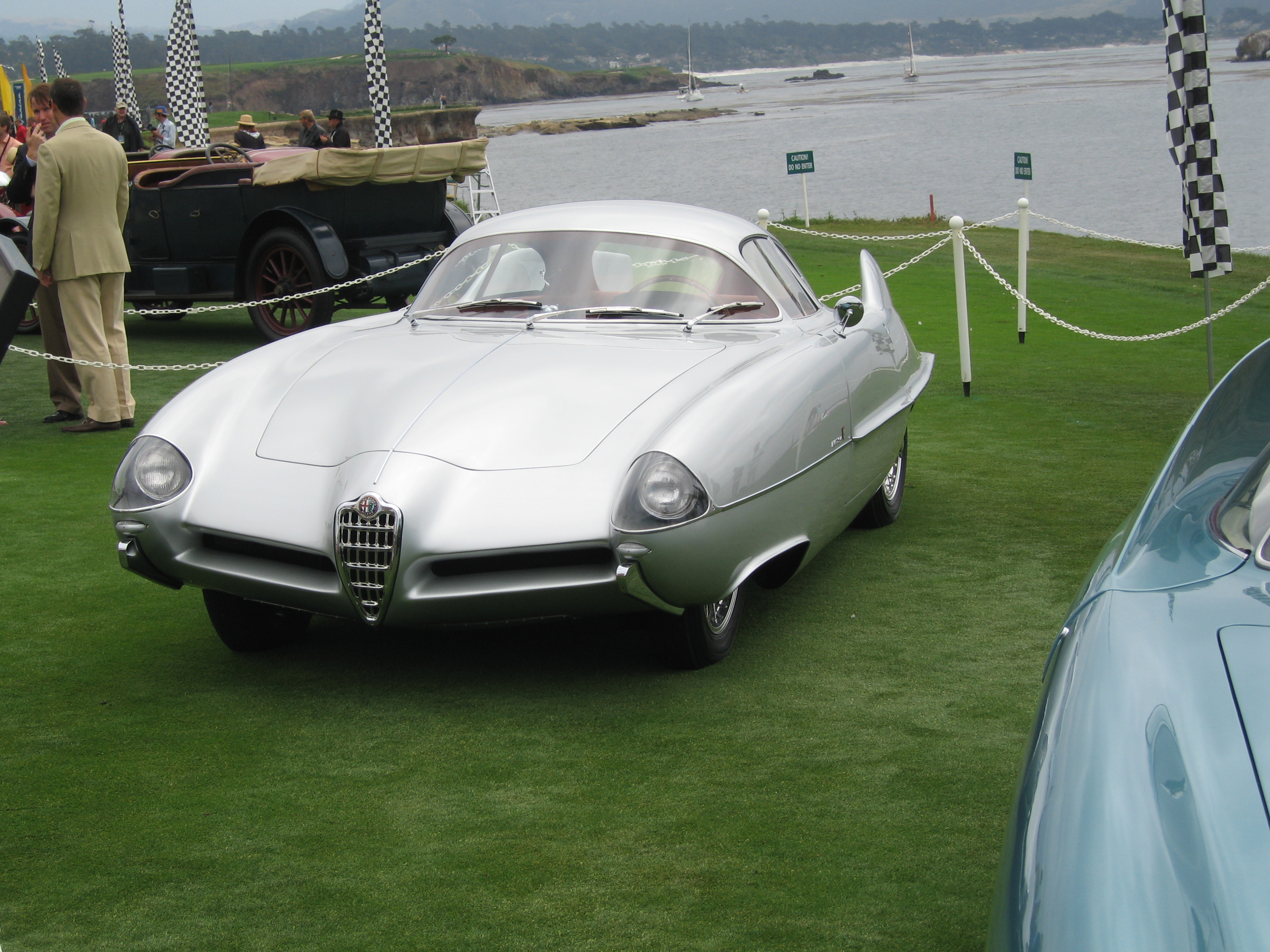
L'Alfa Romeo B.A.T. 9 del 1955

La terza vettura frutto del progetto B.A.T., la B.A.T. 9, fu presentata nel 1955 sempre al Salone dell'Automobile di Torino. Il suo design è una chiara intenzione di mostrare che gli sviluppi del progetto B.A.T. potevano trovare sfogo su una vettura adatta alla produzione su più larga scala.
La B.A.T. 9, pur evolvendo gli stilemi dei modelli precedenti, sfoggia nel complesso una linea più sobria anche se rimane presente il lunotto diviso in due parti, basti guardare le pinne posteriori: sulle B.A.T. 5 e B.A.T. 7 erano molto appariscenti e voluminose, qui si riducono a due bandelle di metallo, molto più discrete, che ricordano molto da vicino quelle presenti sulle auto americane dell'epoca.
Bertone ha abbandonato i tratti più estremi delle due precedenti auto, trasformandoli in altri più consoni ad una vettura adatta all'uso stradale: infatti i fari anteriori sono ora posti sui parafanghi e sempre visibili e per la prima volta campeggia sul frontale il classico scudetto Alfa Romeo, la cui meccanica muove di tutti progetti.

## La B.A.T. 11

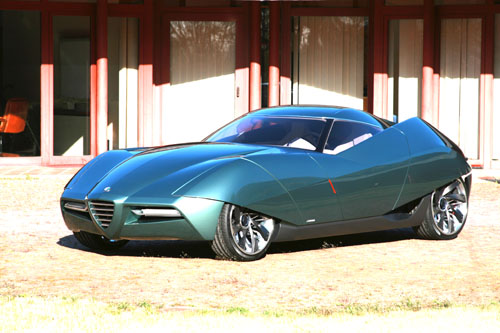
L'Alfa Romeo B.A.T. 11

Dopo oltre 50 anni la carrozzeria Bertone su richiesta di Gary Kaberle, l'ex proprietario della B.A.T. 9, propose una nuova vettura con forti richiami alle tre sorelle degli anni '50. La Bertone B.A.T. 11 (o Alfa Romeo B.A.T. 11) realizzata sulla meccanica dell'Alfa Romeo 8C Competizione viene presentata in corrispondenza del Salone Internazionale dell'automobile di Ginevra nel 2008 ma all'esterno della manifestazione.